# Draposa porpaensis
Draposa porpaensis is een spinnensoort in de taxonomische indeling van de wolfspinnen (Lycosidae).
Het dier behoort tot het geslacht Draposa. De wetenschappelijke naam van de soort werd voor het eerst geldig gepubliceerd in 2004 door Pawan U. Gajbe.